# فرودگاه ینی‌شهر
فرودگاه ینی‌شهر (به انگلیسی: Yenişehir Airport) یک فرودگاه همگانی / نظامی با کد یاتا YEI است که یک باند فرود بتن دارد و طول باند آن ۲۹۹۳ متر است. این فرودگاه در کشور ترکیه قرار دارد و در ارتفاع ۲۳۳ متری از سطح دریا واقع شده است.

## شرکت‌های هواپیمایی و مقصدهای پروزای
| شرکت‌های هواپیمایی                  | مقصدهای پروازی |
| ---------------------------------- | --- |
| فری‌برد ایرلاینز                    | فرودگاه بین‌المللی کویت، فرودگاه بین‌المللی امام خمینی                                                              |
| ترکیش ایرلاینز                     | فصلی: فرودگاه بین‌المللی کویت                                                                                      |
| ترکیش ایرلاینز اجرا توسط آنادولوجت | فرودگاه بین‌المللی اسن‌بوغا، فرودگاه دیاربکر، فرودگاه ارزروم، فرودگاه موش، فرودگاه چهارشنبه سامسون، فرودگاه ترابزون |